# XI emendamento della Costituzione degli Stati Uniti d'America
L'XI emendamento della Costituzione degli Stati Uniti d'America (Emendamento XI) è stato approvato dal Congresso il 4 marzo 1794 e ratificato dagli Stati il 7 febbraio 1795. L'Undicesimo Emendamento limita la possibilità per gli individui di intentare cause contro gli Stati di cui non sono cittadini nei tribunali federali.
L'Undicesimo Emendamento fu adottato per annullare la decisione della Corte suprema nella causa Chisholm v. Georgia (1793). In quel caso, la Corte aveva stabilito che gli Stati non godevano dell'immunità sovrana dalle cause intentate da cittadini di altri Stati presso i tribunali federali. Sebbene l'Undicesimo Emendamento abbia stabilito che i tribunali federali non hanno l'autorità di esaminare le cause intentate da privati contro uno Stato di cui non sono cittadini, la Corte Suprema ha stabilito che l'emendamento si applica a tutte le cause federali intentate da privati contro gli Stati. La Corte Suprema ha anche affermato che il Congresso può abrogare l'immunità sovrana dello Stato quando utilizza la sua autorità ai sensi della Sezione 5 del XIV emendamento. Altri casi recenti come Torres v. Texas Department of Public Safety, Central Virginia Community College v. Katz,, PennEast Pipeline Co. v. New Jersey hanno identificato ulteriori eccezioni all'immunità sovrana generale degli Stati quando il Congresso agisce in base ai suoi poteri dell'articolo I, che sono stati alternativamente definiti “rinunce nel piano della Convenzione”. La Corte Suprema ha anche stabilito che i tribunali federali possono ingiungere ai funzionari statali di violare le leggi federali.

## Contesto
L'Undicesimo Emendamento è stato il primo emendamento costituzionale adottato dopo la Carta dei Diritti. In Chisholm v. Georgia la Corte stabilì che i tribunali federali avevano l'autorità di esaminare le cause di diritto e di equità intentate da privati cittadini contro gli Stati e che questi ultimi non godevano dell'irresponsabilità regia rispetto alle cause intentate da cittadini di altri Stati presso i tribunali federali. L'emendamento ha quindi chiarito l'articolo III, sezione 2 della Costituzione, che attribuisce alla magistratura la giurisdizione sulla diversità per esaminare i casi “tra uno Stato e cittadini di un altro Stato”.

## Proposta e ratifica
L'Undicesimo Emendamento fu proposto dal 3º Congresso il 4 marzo 1794, quando fu approvato dalla Camera dei Rappresentanti con voto di 81-9, essendo stato precedentemente approvato dal Senato, 23-2, il 14 gennaio 1794. L'emendamento fu ratificato dalle legislature dei seguenti Stati:
1. New York: 27 marzo 1794
2. Rhode Island: 31 marzo 1794
3. Connecticut: 8 maggio 1794
4. New Hampshire: 16 giugno 1794
5. Massachusetts: 26 giugno 1794
6. Vermont: 9 novembre 1794
7. Virginia: 18 novembre 1794
8. Georgia: 29 novembre 1794
9. Kentucky: 7 dicembre 1794
10. Maryland: 26 dicembre 1794
11. Delaware: 23 gennaio 1795
12. Carolina del Nord: 7 febbraio 1795

All'epoca gli Stati erano quindici; la ratifica da parte di dodici Stati aggiunse l'Undicesimo Emendamento alla Costituzione. La Carolina del Sud lo ratificò il 4 dicembre 1797.
L'8 gennaio 1798, circa tre anni dopo l'effettiva adozione dell'Undicesimo Emendamento, il Presidente John Adams dichiarò in un messaggio al Congresso che esso era stato ratificato dal numero necessario di Stati e faceva ora parte della Costituzione. Il New Jersey e la Pennsylvania non intrapresero azioni sull'emendamento in quel periodo; non lo fece nemmeno il Tennessee, che era diventato il 16° Stato il 1° giugno 1796. Tuttavia, il 25 giugno 2018, il Senato del New Jersey adottò la Risoluzione Concorrente del Senato n. 75 per ratificare l'Undicesimo Emendamento.

## Impatto

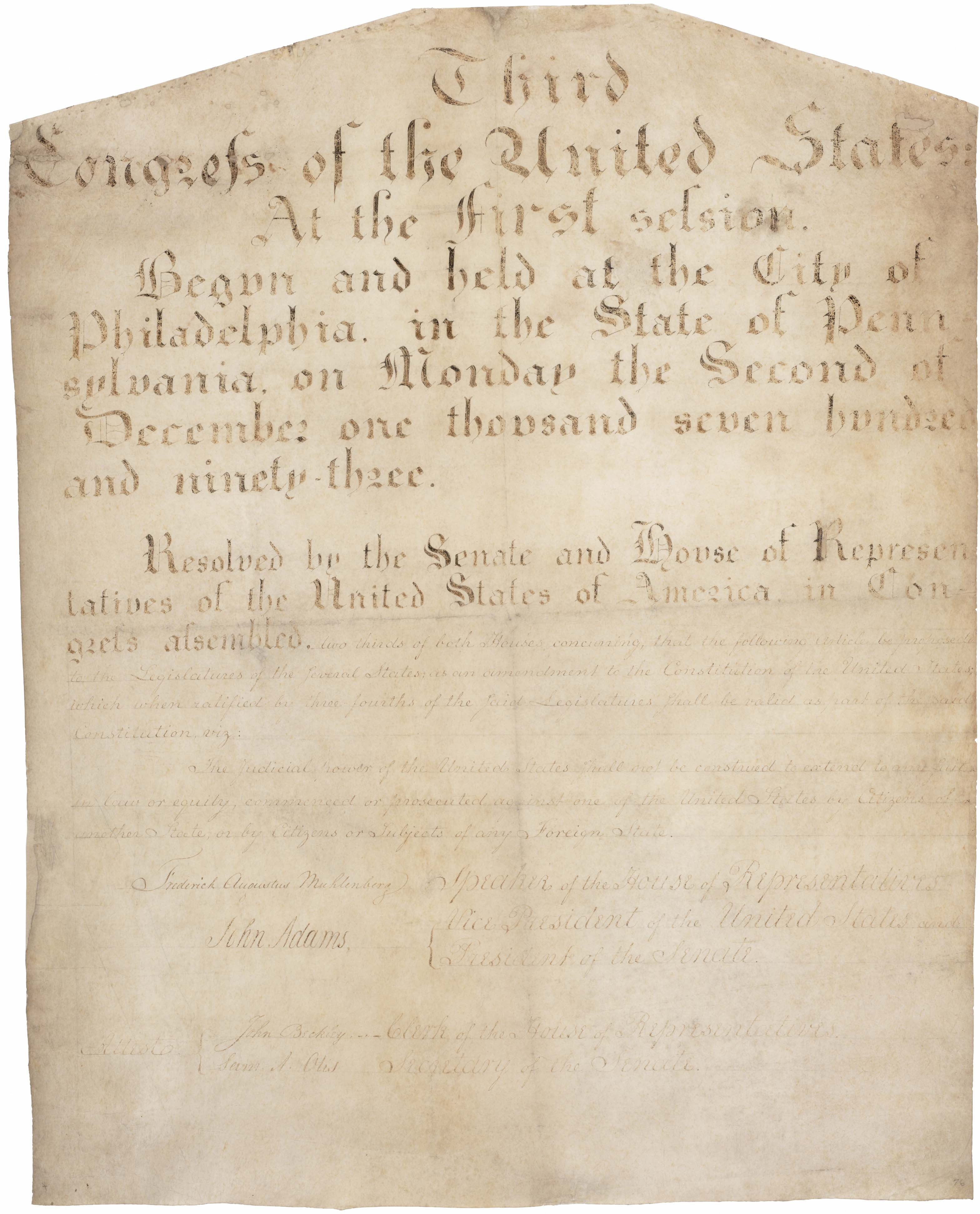
L'Undicesimo Emendamento negli archivi nazionali

Quasi esattamente tre anni dopo la sua ratifica, la decisione della Corte Suprema degli Stati Uniti nella causa Hollingsworth v. Virginia fece sì che ogni azione pendente intentata ai sensi di Chisholm venisse respinta a causa dell'adozione dell'emendamento.

### Immunità sovrana
Il testo dell'emendamento non menziona le cause intentate contro uno Stato dai suoi cittadini. Tuttavia, nella causa Hans v. Louisiana, la Corte Suprema stabilì che l'emendamento riflette un principio più ampio di immunità sovrana. Come ha affermato successivamente il giudice Anthony Kennedy nella causa Alden contro Maine:
Tuttavia, il giudice David Souter, che ha espresso un dissenso di quattro giudici nella causa Alden, ha affermato che gli Stati hanno rinunciato alla loro immunità sovrana quando hanno ratificato la Costituzione. Egli ha letto il testo dell'emendamento come se riflettesse una forma ristretta di immunità sovrana che limitava solo la giurisdizione dei tribunali federali in materia di diversità. Ha concluso che né l'Undicesimo Emendamento in particolare né la Costituzione in generale garantiscono gli Stati dalle azioni legali dei singoli.

### Applicazione al diritto federale
Sebbene l'Undicesimo Emendamento garantisca agli Stati l'immunità da azioni legali per danni pecuniari o di equità senza il loro consenso, in Ex parte Young, la Corte Suprema ha stabilito che i tribunali federali possono ingiungere ai funzionari statali di violare le leggi federali. La sentenza della Corte in Fitzpatrick v. Bitzer consente al Congresso di abrogare l'immunità statale da cause legali ai sensi della Sezione 5 del Quattordicesimo Emendamento; tale possibilità è stata estesa ai casi di bancarotta dal Central Virginia Community College v. Katz, sulla base dell'Articolo I, Sezione 8, Clausola 4 della Costituzione. In Lapides v. Board of Regents of University System of Georgia, la Corte Suprema ha stabilito che quando uno Stato invoca la giurisdizione della rimozione da parte di un tribunale federale, rinuncia all'Undicesimo Emendamento nel caso rimosso.

### Applicazione territoriale
L'applicabilità dell'emendamento ai territori statunitensi non incorporati, dove i diritti costituzionali non sono pienamente applicabili, è rimasta poco chiara per quasi due secoli dopo la sua ratifica. Nel 1983, la Corte d'Appello degli Stati Uniti per il Primo Circuito ha stabilito che Porto Rico gode dell'immunità dell'Undicesimo Emendamento. Tuttavia, sentenze successive di altri tribunali federali hanno stabilito che gli altri territori non incorporati delle American Samoa, Guam, Isole Marianne Settentrionali e le Isole Vergini Americane non godono dell'immunità dell'Undicesimo Emendamento.

### Trattati e relazioni estere
Lo studioso di diritto internazionale Thomas H. Lee sostiene che gli Stati stranieri dovevano essere esclusi dal divieto dell'Undicesimo Emendamento, ovvero che i governi stranieri avrebbero potuto citare in giudizio i governi statali. Tuttavia, nella causa Principality of Monaco v. Mississippi, la Corte Suprema ha stabilito che l'emendamento protegge anche gli Stati da cause legali da parte di entità straniere, cosa che Lee considera un allontanamento dalla giurisprudenza consolidata; la sua tesi è che l'Undicesimo Emendamento ha esentato i governi stranieri per consentire il ricorso per le violazioni degli obblighi dei trattati, che a loro volta hanno promosso relazioni estere positive e pacifiche tra i nascenti Stati Uniti e la comunità internazionale. Lee sostiene inoltre che l'Undicesimo Emendamento rifletteva il principio giuridico internazionale dell'uguaglianza sovrana, secondo cui gli Stati stranieri avevano lo stesso status giuridico degli Stati Uniti e come tali potevano intentare cause.